# Mursteinane
Die Mursteinane (norwegisch für Mauersteine) sind kleine Felsvorsprünge im südlichen Teil der Kraulberge im ostantarktischen Königin-Maud-Land. Sie ragen nordöstlich des Bergs Muren auf.
Wissenschaftler des Norwegischen Polarinstituts benannten sie 1970 in Anlehnung an die Benennung des Muren (norwegisch für Mauer).